# Église protestante luthérienne de Hanovre
L’Église protestante luthérienne du pays de Hanovre (en allemand : Evangelisch-lutherische Landeskirche Hannovers) est une église protestante régionale (Landeskirche) luthérienne en territoire de l’État allemand de Basse-Saxe (plus la ville de Bremerhaven), couvrant le territoire de l'ancien Royaume de Hanovre, membre de l'Église protestante en Allemagne (EKD).
Le siège du Landesbischof (évêque du pays) est la capitale de l'état de Basse-Saxe, Hanovre. La Marktkirche de Hanovre est le lieu de prédication de l'évêque.

## Foi et appartenances
L'Église de Hanovre est basé sur les enseignements de Martin Luther. L'Église de Hanovre est membre de l'Église protestante en Allemagne (EKD) et la Confédération des Églises Protestantes en Basse-Saxe.
L'Église de Hanovre est un membre de l'Organisation de l'Église protestante luthérienne d'Allemagne (VELKD), la Communauté des Églises Protestantes en Europe, et de la Fédération Luthérienne Mondiale.
Elle entretient des relations officielles avec l'Église protestante luthérienne en Afrique du Sud (en), l'Église évangélique éthiopienne Mekane Yesus, the Tamil Evangelical Lutheran Church of South India, l'Église protestante luthérienne tamoule d'Inde du Sud (en), l'Église évangélique luthérienne de France (aujourd'hui Église protestante unie de France), et plusieurs autres églises luthériennes dans différents pays.

## Pratiques
L'ordination des femmes et la bénédiction des unions de même sexe ont été autorisés.

## Histoire

### La Réforme en Basse-Saxe
L'Allemagne du Nord-Ouest est devenue en grande partie protestante dans les 25 premières années après le début de la Réforme. Celle-ci s’y est développée selon deux processus indépendants.
Dans les villes, c’est le petit peuple qui adopta de bonne heure la doctrine luthérienne, qui gagnait surtout des partisans à travers ses hymnes en allemand. Les nobles étaient en général du côté de l’Église catholique, avec laquelle ils étaient liés de plusieurs manières, en étant souvent les bienfaiteurs et parfois les bénéficiaires. À Hanovre, dans la phase décisive de la Réforme urbaine de 1530-1532, les guildes savaient combien elles dépendaient des patriciens avec ses liens économiques et politiques. Dans des négociations longues, sans effusion de sang, les tentatives de trouver un compromis furent sans résultat. Les patriciens partirent vers Hildesheim croyant – à tort - que cela exercerait sur la population urbaine une pression favorable à l’ancienne Église.
Dans les principautés, rien de tel que ces troubles urbains. Ce sont les princes qui décident et bon nombre d'entre eux décident d'opter pour le luthéranisme. Un processus calculé, étape par étape, caractérise par exemple la politique religieuse d’Ernest le Confesseur (1521-1546) pour amener sa Principauté de Lunebourg à devenir luthérienne. La Réforme fut implantée à la Principauté de Calenberg par la duchesse Élisabeth de Brandebourg (1510-1558, régnante de 1540 à 1546) dans des conditions politiquement plus risquées. Henri II de Brunswick-Wolfenbüttel, dit Henri le Jeune (1514-1568), était quant à lui d’opinion fidèle à l’église ancienne et se fit le champion du catholicisme en Allemagne du nord pour des raisons tant politiques que confessionnelles. Malgré toutes les tensions avec Charles Quint, Edzard 1er (dit le Grand) avait jeté les bases de l'introduction de la nouvelle doctrine en Frise orientale. Pendant ce temps, les conflits religieux touchaient à peine les esprits dans les campagnes et laissaient une bonne partie de la noblesse indifférente.
Aussi la Réforme en Allemagne du Nord-Ouest eut-elle besoin d'aides étrangères pour s’organiser : Johannes Bugenhagen vint de Wittenberg, Urbanus Rhegius d'Augsbourg, Jean de Lasco de Pologne. Seul le réformateur du pays de Calenberg, le Hessois Anton Corvinus, d'origine de la Principauté de Paderborn, pouvait se fier à sa connaissance du pays et de ses conditions politiques et sociales.
La division du mouvement de la Réforme atteint aussi la région. Ce n'est que sur la côte de la mer du Nord que le calvinisme, parfois même le mouvement anabaptiste (dans la forme communautaire de Menno Simons) peuvent prendre pied. Un ancien prêtre catholique, le noble polonais Jean de Lasco, appelé à Emden en 1543, a donné une forte impulsion au mouvement réformé en Frise orientale. La Révolution de 1595 à Emden contre le comte luthérien Edzard II a placé la ville dans les mains des calvinistes avec Johannes Althusius à leur tête. Des paroisses réformées se multiplient également dans le comté de Bentheim sur le principe « cujus regio, ejus religio ».

### Avant la formation de l’Église de Hanovre
Avant la formation de l'Église protestante luthérienne de Hanovre en 1863/1864, plusieurs églises protestantes régionales avaient été établies à l'intérieur des frontières des régions préexistantes, intégrées au royaume de Hanovre en 1814. Ces églises étaient :
- l'ancienne Église de Hanovre (issue de la fusion en 1705 des Églises d'état luthériennes de la Principauté de Calenberg et de la Principauté de Lunebourg, avec leurs diverses subdivisions internes issues de la féodalité), dont le consistoire se trouvait à Hanovre ;
- le diocèse général d'Aurich (1815-1922, intégré depuis 1863 à l'église hanovrienne) ; ce consistoire installé en Frise orientale est responsable à la fois des églises luthériennes et des églises réformées sur son territoire ;
- le diocèse général de Brême-Verden (intégré depuis 1863 à l'église hanovrienne), comprenant le Haut-Bailliage de Stade à l’exception du Pays de Hadeln ;
- l'Église luthérienne du Pays de Hadeln (1525-1885, intégré depuis 1863 à l'église hanovrienne) basée à Otterndorf ;
- l’Église du district de Loccum (Bezirk Loccum) ;
- l’Église du district d'Osnabrück-ville (Bezirk Osnabrück-Stadt) ;
- l’Église du district rural d'Osnabrück (Bezirk Osnabrück-Land).

Ces églises étaient toutes des églises d'État dans le Royaume de Hanovre, le roi étant leur summus episcopus (le gouverneur suprême des églises), mais elles n’avaient aucune organisation commune.
En 1848, les paroisses luthériennes furent démocratisées par l'introduction de conseils presbytéraux (en allemand : Kirchenvorstand), élus par les paroissiens et présidant chaque paroisse en coopération avec pasteur, qui était jusque-là le seul président. Cette réforme était quelque peu révolutionnaire dans les églises luthériennes plutôt hiérarchiquement structurées. Tandis que les luthériens libéraux réclamaient l'établissement de synodes élus (assemblées générales ou régionales), encouragés par le développement général du parlementarisme, les luthériens piétistes ou revivalistes luttaient pour la séparation des Églises et de l'Etat ou en tous cas pour l'autonomie des églises luthériennes afin de renforcer la religion et la foi contre l'ingérence du gouvernement dans les affaires ecclésiastiques, considérées par elles comme trop rationalistes et trop inspirées par les idées des Lumières. Ainsi, les luthériens libéraux et revivalistes voulaient former un corps ecclésiastique composée de clercs et de laïcs élus et nommés, tel que prévu par la constitution de Hanovre de 1833.

### La querelle du catéchisme de Hanovre
Le catéchisme utilisé depuis 1790 étant très critiqué par les revivalistes comme trop proche des idées des Lumières, le gouvernement royal, plus précisément le ministère des cultes et de l'éducation, mit en chantier une réforme du catéchisme et nomma un groupe d’experts à cet effet. Le résultat fut un nouveau catéchisme, basé sur celui de 1634, et officialisé par un décret du gouvernement le 14 avril 1862. Si le résultat avait été moins controversé, l'administration royale aurait pu avoir l'occasion de continuer sa politique régalienne de gouvernement de l'église, mais le nouveau catéchisme quelque peu archaïsant voulu par le roi Georges V de Hanovre, qui incluait même la confession régulière, fut dénoncé par beaucoup de luthériens libéraux comme trop catholique et très peu protestant. Cela provoqua un scandale qui prit de court l’administration royale. Inspiré par la note de protestation «Prüfet Alles» (« examinez tout ») écrite par le pasteur Karl Gustav Wilhelm Baurschmidt (de) (qui fut plus tard surnommé le Luther du Wendland), un mouvement de développa autour du thème « les autorités cherchent à confisquer les libertés protestantes », le reproche le plus fort adressé au roi étant qu’avec l'introduction du catéchisme, il avait violé la Constitution qui prévoyait en pareil cas un organe consultatif.
Convoqué par le Consistoire de Hanovre afin de s'expliquer, le pasteur Baurschmidt fut accompagné par plusieurs milliers de manifestants. L’attroupement menaça de dégénérer en émeute, des pavés furent lancé dans les fenêtres du consistoire et des troupes envoyées pour rétablir l’ordre, ce qui prit plusieurs jours et fit même une victime parmi les gendarmes. Georges V céda, il congédia son ministre des cultes, puis l’ensemble du gouvernement, et retira son catéchisme. Il accepta de faire reprendre la réforme du catéchisme par un conseil ecclésiastique conforme à la constitution de 1833. À l’automne 1862, le nouveau ministre du culte, Carl Lichtenberg, convoqua ce corps, appelé le proto-synode (Vorsynode). Il s’agissait d’une assemblée législative préliminaire de l'église comprenant 72 membres, dont 64 élus et 8 nommés par le roi, pour moitié composée de laïcs et pour moitié d’ecclésiastiques. Ce proto-synode se réunit plusieurs fois jusqu'au 6 octobre 1863, devenant le corps fondateur de l'Église protestante luthérienne d'État de Hanovre, unissant les synodes des sept anciennes églises d’État du royaume. Ses 72 membres, tous masculins, allaient définir une constitution entièrement nouvelle pour cette église unifiée, y compris les règlements concernant son synode général.

### Fondation de l’Église protestante luthérienne de Hanovre
La formation de l'Église de Hanovre a commencé en dressant la liste de toutes les paroisses luthériennes du royaume faisant partie de l'électorat de l'Église à représenter et par la convocation du proto-synode en septembre 1862. En octobre 1864, les États-Généraux de Hanovre (l'assemblée législative du Royaume de Hanovre) adoptèrent la première loi soumise par le proto-synode, établissant la constitution de l'Église d'État luthérienne hanovrienne unifiée, ses subdivisions (districts et juridictions) et son synode (allemand: Landessynode). Le 19 septembre 1866, la veille de l'annexion prussienne officielle et avec le roi Georges V déjà en exil, les six consistoires provinciaux nommés par le gouvernement établirent le consistoire commun de Hanovre (Landeskonsistorium), composé de représentants de chaque consistoire provincial. Les consistoires provinciaux étaient au nombre de six : un consistoire à la fois luthérien et réformé à Aurich (pour la Frise orientale) et 5 consistoires luthériens : Hanovre (pour l'ancien électorat de Brunswick et Lunebourg proprement dit, comprenant le Calenberg et le Lunebourg-Celle), Ilfeld (pour le comté de Hohenstein, enclave hanovrienne dans les montagnes du Harz oriental), Osnabrück (pour le territoire de l'ancienne principauté épiscopale d'Osnabrück), Otterndorf (pour le Pays de Hadeln) et Stade (jusqu'en 1885 pour l'ancien Brême-et-Verden proprement dit sans Hadeln, puis avec la totalité de le haut-bailliage de Stade). Ainsi, l'Église de Hanovre avait d'abord mis en place son synode élu, puis la formation d'un exécutif national stable, le Landeskonsistorium (consistoire régional), a suivi en tant que deuxième étape en 1866. L’institution ainsi créée sur des bases juridiquement solides et entièrement démocratiques résista à la pression du souverain prussien et ne se soumit pas à sa politique d’union luthéro-réformée. La première réunion du synode régional (Landessynode) ordinaire, succédant au proto-synode, n'eut lieu qu'en 1869, lorsque, après l'annexion prussienne, les luthériens hanovriens désirèrent avoir un corps représentatif séparé de la domination prussienne, bien qu'il ne fût limité qu'aux questions luthériennes. L'église de Hanovre était ainsi devenue un bastion du séparatisme hanovrien et donc quelque peu politisée. Il s'opposa à l'Union prussienne qui avait été imposée à beaucoup des paroisses protestantes du territoire prussien d’avant les annexions de 1866. Les luthériens traditionalistes craignaient en particulier une influence prépondérante du calvinisme au travers de cette politique d’union parce que la dynastie Hohenzollern régnante sur la Prusse était elle-même calviniste. Les luthériens hanovriens parvinrent à maintenir leur indépendance et l’Église luthérienne de Hanovre ne fut pas intégré à l’Église protestante de l'Union prussienne, le gouvernement prussien s'abstenant de le leur imposer car il ne voulait pas compliquer encore davantage par des querelles religieuses la réconciliation de la majorité luthérienne des citoyens du Hanovre annexé avec leur nouvelle citoyenneté prussienne. Entre 1885 et 1903, tous les consistoires provinciaux, à l'exception de celui d'Aurich, furent dissous, leurs fonctions étant reprises par le consistoire régional de Hanovre.
Depuis 1882, le consistoire bi-confessionnel d'Aurich a fonctionné simultanément comme le corps religieux central de la nouvelle Église protestante réformée de la province de Hanovre, comprenant presque toutes les paroisses calvinistes de la province de Hanovre. Cette anomalie prendra fin en 1922 lorsque ce consistoire deviendra exclusivement réformé, à la suite de la réorganisation constitutionnelle des églises après que la constitution de Weimar eut décrété la séparation de l'église et de l'état en 1919.

### De la République de Weimar à aujourd’hui
La Constitution de la République de Weimar de 1919 prévoyait la séparation de l’église et de l'État. Après la disparition des monarchies dans les États allemands qui étaient depuis la paix d'Augsbourg le principal soutien du système des églises d'État, il est de prime abord curieux que les diverses églises protestantes allemandes n'aient pas fusionné. En 1922, en dehors des petites dénominations protestantes telles que les mennonites, les baptistes ou les méthodistes, qui furent quant à elles bien organisées indépendamment des frontières des États allemands, il y avait 29 (ultérieurement 28) églises organisées selon les frontières territoriales des États allemands ou des anciennes provinces prussiennes. Objet de nombreuses discussions, la fusion de ces institutions ne se réalisa jamais en raison des fortes identités et traditions régionales ainsi que de la fragmentation confessionnelle en églises luthériennes, calvinistes (réformées) et unies. Suivant l'exemple suisse de 1920, l'Église protestante luthérienne de Hanovre et les 28 autres Églises protestantes allemandes définies territorialement fondèrent la Confédération allemande des églises protestantes en 1922, qui n'était pas une nouvelle église fusionnée, mais une fédération préfigurant l'actuelle Église protestante en Allemagne.
En 1922, l'église de Hanovre comptait 2 414 000 paroissiens.
Depuis l'adoption de l'Accord de Leuenberg en 1973, l'Église de Hanovre pratique la communion fraternelle avec de nombreuses Églises protestantes non luthériennes en Allemagne et dans le monde, entendues comme chaire et communion de table ainsi que pleine communion de témoignage et de service. Après la démission de Margot Kässmann comme évêque en février 2010, Hans-Hermann Jantzen a été vicaire (évêque intérimaire) jusqu'à l'investiture de Ralf Meister comme son successeur le 26 mars 2011.

## Organisation actuelle
L'Église de Hanovre est divisée en 6 districts (en allemand : Sprengel) présidés par un surintendant (en allemand : Landessuperintendent) :
- district de Hanovre
  - avec l'Association des églises de la ville de Hanovre ({Stadtkirchenverband Hannover)
- district de Hildesheim-Göttingen
- district de Lunebourg
- district de Osnabrück
- district de Frise Orientale/Emsland
- district de Stade

Chaque district est à son tour divisée en arrondissements (Kirchenkreis), dont chacun est dirigé par un surintendant. Les 56 arrondissements sont divisés en 1320 paroisses.

## Institutions
La constitution, adoptée pour la première fois en 1922 et modifiée en dernier lieu en 1965, prévoit plusieurs six organes organes ecclésiastiques centraux :
- l'évêque, qui est le chef spirituel de l'église ;
- le sénat (Kirchensenat), présidé par l'évêque, qui unit l'évêque, le président du bureau de l'église, le président du synode, le président du comité synodal, un membre du clergé du bureau de l'église, l'un des six surintendants, trois délégués synodaux et quatre autres membres de l'Église. Le sénat prépare les résolutions du synode et peut promulguer des ordonnances dans le cadre des règlements de l'Église adoptés par le synode. Le sénat de l'église propose jusqu'à trois candidats pour l'élection de l'évêque, il nomme les surintendants et les supervise, il nomme dix des membres du synode, il nomme les présidents et vice-présidents du bureau de l'église, choisit les délégués de l'église de Hanovre pour les réunions de l'Église protestante en Allemagne.
- le conseil de l'évêque (Bischofsrat) composé des surintendants des districts de l'église. Il est notamment chargé de recommander le calendrier des événements, les livres d'hymnes et les catéchismes.
- le synode, parlement de l'Église. Depuis 1869, le Landessynode a été élu pour un mandat de trois ans, avec une interruption entre 1934 et 1946 pendant le Kirchenkampf. Aujourd'hui les membres du synode sont élus pour six ans. Il y a 75 délégués synodaux, dont 63 élus, 10 nommés par le sénat de l'église, un délégué par la faculté de théologie luthérienne de l'Université George Augustus de Göttingen et un par l'abbé de Loccum, en tant que membre de droit. Le Synode se réunit deux fois par an. Ses fonctions sont similaires à celles des parlements politiques.
- La Commission synodale (Landessynodalausschuss) est le omité permanent élu représentant le synode entre les réunions synodales.
- le Bureau de l'église (Landeskirchenamt Hannover) est le centre de décision administrative de l'église de Hanovre, présidé par l'évêque. Ce bureau (plus ou moins le "gouvernement" de l'église), comprend, outre l'évêque, le président du bureau de l'église, le vice-président spirituel, le vice-président juridique et les conseillers supérieurs théologiques et juridiques (Oberlandeskirchenräte). Il y a actuellement (2008) 210 employés travaillant au bureau de l'église..

### Institutions de formation
À Loccum, l'église entretient une académie protestante et un séminaire de théologie, qui est situé dans l'abbaye de Loccum. On y trouve également l'Institut pédagogique religieux, le Centre pour l'Éthique de la Santé (en allemand : Zentrum für Gesundheitsethik) et la (Hanns-Lilje-Stiftung (de)).

### Maison des Services de l'église)
La Maison des Services de l'église (Haus kirchlicher Dienste), ainsi nommée depuis 2002, fut fondée en septembre 1937 sous le nom de Bureau de service à la communauté (Amt für Gemeindedienst). C'est le Centre de compétence et de services pour l'Église de Hanovre et ses paroisses. La maison des services de l'église compte actuellement (en 2011) 200 employés parmi lesquels environ 80 pasteurs et porte-paroles.

## Mission
La Mission protestante luthérienne en Basse-Saxe (ELM), qui a été fondée en 1977, est une organisation commune à trois églises : l'Église de Hanovre, l'Église du Brunswick et l'Église de Schaumbourg-Lippe. Elle entretient des relations avec des églises partenaires outre-mer. Son histoire remonte à 1849, lorsque le Pasteur Ludwig Harms a commencé à former les premiers missionnaires. Le siège de l'ELM est à Hermannsburg.